# Доналдсон (Арканзас)
Доналдсон (англ. Donaldson, Arkansas) — город, расположенный в округе Хот-Спринг (штат Арканзас, США) с населением в 326 человек по статистическим данным переписи 2000 года.

## География
По данным Бюро переписи населения США Доналдсон имеет общую площадь в 1,81 км², водных ресурсов в черте населённого пункта не имеется.
Доналдсон расположен на высоте 70 м над уровнем моря.

## Демография
По данным переписи населения 2000 года в Доналдсоне проживало 326 человек, 93 семьи, насчитывалось 130 домашних хозяйств и 143 жилых дома. Средняя плотность населения составляла около 191,8 человек на км². Расовый состав Доналдсона по данным переписи распределился следующим образом: 97,85 % белых, 0,61 % — коренных американцев, 1,53 % — представителей смешанных рас. Испаноговорящие составили 0,61 % от всех жителей города.
Из 130 домашних хозяйств в 31,5 % — воспитывали детей в возрасте до 18 лет, 56,9 % представляли собой совместно проживающие супружеские пары, в 11,5 % семей женщины проживали без мужей, 27,7 % не имели семей. 25,4 % от общего числа семей на момент переписи жили самостоятельно, при этом 16,9 % составили одинокие пожилые люди в возрасте 65 лет и старше. Средний размер домашнего хозяйства составил 2,51 человек, а средний размер семьи — 3,01 человек.
Население города по возрастному диапазону по данным переписи 2000 года распределилось следующим образом: 26,7 % — жители младше 18 лет, 8,6 % — между 18 и 24 годами, 25,2 % — от 25 до 44 лет, 24,5 % — от 45 до 64 лет и 15,0 % — в возрасте 65 лет и старше. Средний возраст жителей составил 36 лет. На каждые 100 женщин в Доналдсоне приходилось 97,6 мужчин, при этом на каждые сто женщин 18 лет и старше приходилось 100,8 мужчин также старше 18 лет.
Средний доход на одно домашнее хозяйство в городе составил 22 813 долларов США, а средний доход на одну семью — 28 500 долларов. При этом мужчины имели средний доход в 29 250 долларов США в год против 20 500 долларов среднегодового дохода у женщин. Доход на душу населения в городе составил 13 307 долларов в год. 15 % от всего числа семей в округе и 17,1 % от всей численности населения находилось на момент переписи населения за чертой бедности, при этом 25,3 % из них были моложе 18 лет и 10,7 % — в возрасте 65 лет и старше.